# William Gosling
William Sullivan Gosling (Farnham, Essex, 19 de juliol de 1869 – Stansted Mountfitchet, Essex, 2 d'octubre de 1952) va ser un futbolista anglès que va prendre part en els Jocs Olímpics de París de 1900, on guanyà la medalla d'or com a membre de la selecció britànica, representada per l'Upton Park F.C..
Fill d'una rica família d'Essex, fou educat a Eton. Era germà del també futbolista Robert Gosling. El març de 1891 fou nomenat sotstinent de la Guàrdia Escocesa. El febrer de 1896 fou ascendit a tinent i a capità l'octubre de 1899. Va prendre part a la Segona Guerra Bòer en dues ocasions: primer en la marxa a Bloemfontein el març de 1900; i posteriorment el 1902. Més tard va servir en la Primera Guerra Mundial. Després de la mort del seu germà, el 1922, es va fer càrrec de la granja familiar, prop de Bishop's Stortford. Va ser nomenat High sheriff d'Essex el 1927.